# Malachi Ritscher
Malachi Ritscher (1954 - 2006) était musicien, ingénieur du son américain. Acteur de la scène musicale à Chicago, il participe en 1988 à un enregistrement du groupe Arsenal en tant que bassiste avec le guitariste Santiago Durango. Il était également un activiste politique, farouchement opposé à l'opération liberté irakienne. Il s'immole par le feu à Chicago le 3 novembre 2006 en signe de protestation.